# پر ربا
 پر ربا (انگلیسی: Pere Riba؛ زاده ۷ آوریل ۱۹۸۸) یک تنیس‌باز اهل اسپانیا است. 